# Kleidiomyces furcillatus
Kleidiomyces furcillatus är en svampart som först beskrevs av Roland Thaxter, och fick sitt nu gällande namn av Roland Thaxter 1908. Kleidiomyces furcillatus ingår i släktet Kleidiomyces och familjen Laboulbeniaceae.   Inga underarter finns listade i Catalogue of Life.